# La Isla de los Monopantos
«La Isla de los Monopantos» es un relato antisemita de Francisco de Quevedo que incluyó en La hora de todos y la fortuna con seso, obra satírica contra el Conde-duque de Olivares que se publicó en 1650. Junto con la Carta de los judíos de Constantinopla, una falsificación realizada hacia 1550 por el arzobispo de Toledo Juan Martínez Guijarro, La Isla de los Monopantos es una de las primeras obras en las que aparece la teoría de la conspiración judía para dominar el mundo y es probable que fuera conocida por uno de los dos autores plagiados en el más famoso libelo antisemita: Los protocolos de los sabios de Sion.

## Historia

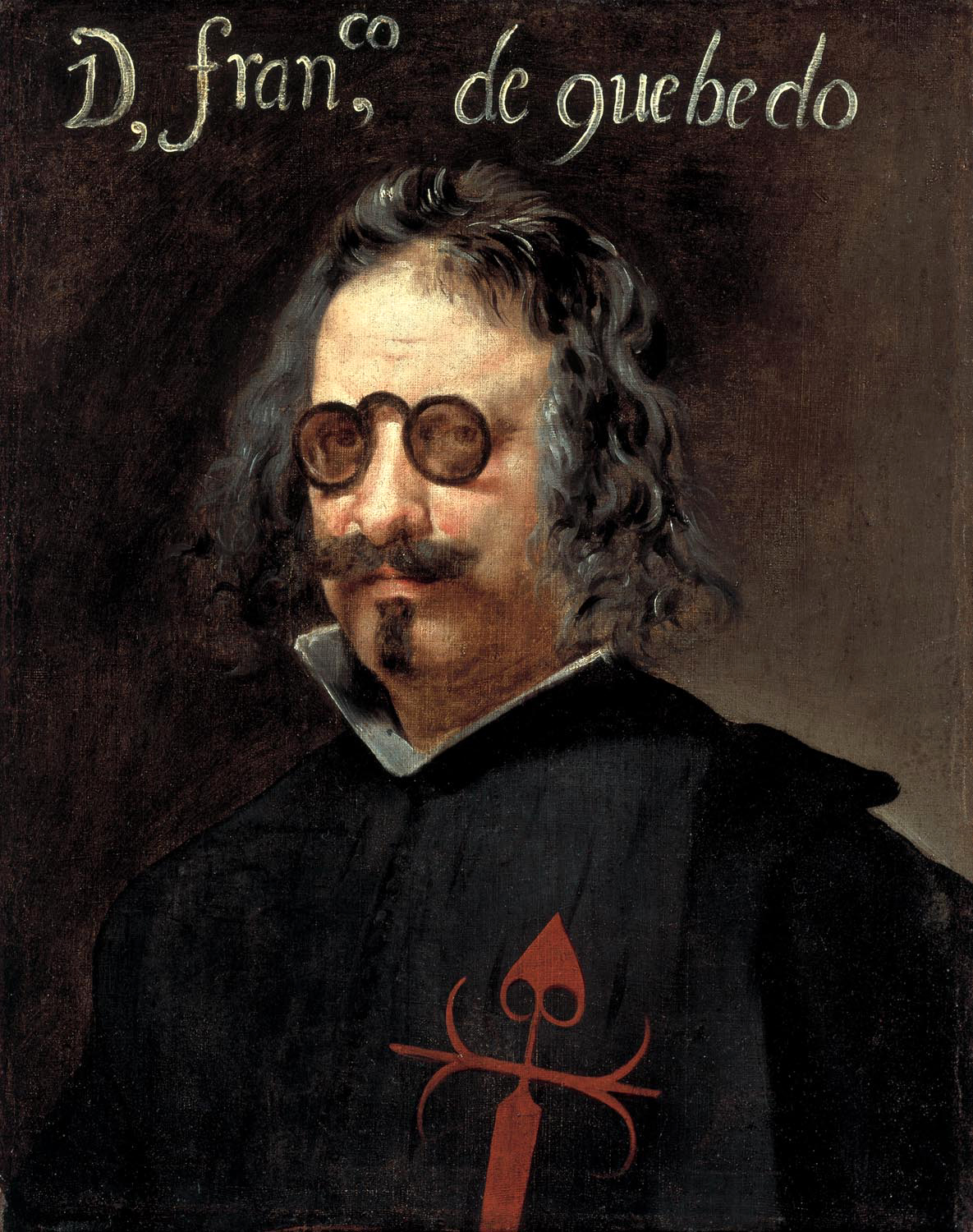
Francisco de Quevedo.

El escritor Francisco de Quevedo "siempre sintió gran repulsión y odio a los judíos" como lo demostró en su panfleto Execración de los judíos que tomó como motivo la aparición en Madrid el 2 de julio de 1633 de unos pasquines escritos en portugués —probablemente obra de marranos portugueses— en los que se proclamaba la superioridad de la religión judía sobre la cristiana. En ese opúsculo Quevedo pedía la "total expulsión y desolación de los judíos" y denunciaba la actitud "projudía" del valido del rey Felipe IV, el Conde-duque de Olivares, que pretendía "la recuperación económica del país con la ayuda de los ricos mercaderes marranos [portugueses], desplazando a los genoveses". En el libro se puede comprobar el "odio cerval" que tenía Quevedo a judíos y conversos: "ratones son, Señor, enemigos de la luz, amigos de las tinieblas, inmundos, hidiondos, asquerosos, subterráneos"; "sólo permite Dios que dure esta infernal ralea para que, en su perfidia execrable, tenga vientre donde ser concebido el Antecristo". Como en España ya no hay judíos, para Quevedo los verdaderos enemigos son los conversos: "Una gota de sangre que de los judíos se deriva seduce a motines contra la de Jesucristo toda la de un cuerpo en la demás calificado [...] Siempre empeora la buena sangre con que se junta y por eso la busca. Nunca se mejora con la buena en que se mezcla y por eso no la teme". Y en sus argumentos Quevedo recurre a la Carta de los judíos de Constantinopla de Guijarro, documento del que dice que puede ser falso, pero que su contenido es auténtico: "Yo, Señor, no estoy tan cierto de les diesen este consejo los judíos de Constantinopla a los de España, como de que los judíos de España le han ejecutado".
El escrito de Quevedo en el que refiere la existencia del supuesto complot judío mundial lo tituló La Isla de los Monopantos, que incluyó en la obra La Fortuna con seso y la hora de todos, una sucesión de relatos satíricos contra el Conde-duque de Olivares, impresa en Zaragoza en 1650 con el seudónimo de Nifroscancod Diveque Vagello Duacense –anagrama de Francisco Gómez de Quevedo y Villegas-, traducida del latín en español por don Esteban de Pluvianes del Ladrón, natural de la villa de Cuerva Pilona. Al año siguiente salió una nueva edición, esta vez con el verdadero nombre del autor: Quevedo. En la obra se describía una supuesta reunión secreta celebrada en Salónica —entonces una ciudad del Imperio otomano donde vivían miles de sefardíes expulsados de España en 1492— entre judíos llegados de todas partes de Europa y los Monopantos, es decir, los cristianos que estaban dispuestos a colaborar con ellos para acabar con el mundo cristiano. Los judíos en la reunión habrían recordado la experiencia que ya tenían en estos asuntos de intentar destruir el mundo cristiano: "En Ruán somos la bolsa de Francia contra España y juntamente de España contra Francia, y en España, con traje que sirve de máscara a la circuncisión, socorremos a aquel monarca con el caudal que tenemos en Ámsterdam en poder de sus propios enemigos… Extravagante tropelía servir y arruinar con su propio dinero a amigos y enemigos".
Los monopantos son los cristianos habitantes de unas supuestas islas cercanas al mar Negro, que tienen un enorme parecido con los "hebreos disimulados de cristianos" —es decir, los marranos—, pues son tan hipócritas y disimulados "que todas las leyes y naciones los tienen por suyos". Su jefe es Pragas Chincollos, que en el manuscrito de la obra pone que era "Gaspar Conchillos, conde-duque" —y Conchillos era el apellido de una antepasada judía de Olivares—. Durante la reunión el Raabí Saadías pronuncia un discurso en el que Quevedo recoge todos los tópicos antisemitas. Saadías declara además que los judíos están detrás de la Guerra de los Treinta Años que amenaza el poder de los Austrias: "Nosotros tenemos sinagogas en los Estados de todos estos príncipes, donde somos el principal elemento de la descomposición de esta cizaña". A continuación el portavoz de los monopantos pide la unión entre ellos y los judíos para destruir la Cristiandad y llegar a ser los amos del mundo. Pero entonces interviene la Fortuna y comienzan a pelearse entre ellos. Ambos grupos por separado fundan la "la nueva secta del dinerismo, mudando el nombre de ateístas en dineranos".

### Su relación con «Los protocolos de los sabios de Sion»
Según Gonzalo Álvarez Chillida, "inspirándose sin duda en el supuesto complot de los conversos, revelado por la Carta de los judíos de Constantinopla... Quevedo concibió este relato como una fantasía satírica contra Olivares.[...] Pero cuando en el siglo XIX los judíos europeos se emancipen, algunos antisemitas van a escribir relatos muy parecidos en estructura y contenido al de los Monopantos, sólo que atribuyéndolos a auténticas reuniones judías secretas. Nos referimos al Discurso del rabino y, tras él, a los Protocolos".
Joseph Pérez coincide en que "la obra se parece mucho a uno de los panfletos antisemitas más famosos del mundo contemporáneo, Los protocolos de los sabios de Sion, cuya elaboración definitiva se realizó en París, a finales del siglo XIX, en el ambiente antijudío que se desató con motivo del caso Dreyfus". De hecho, el hispanista neerlandés J. A. Van Praag, citado por Pérez, llegó a la conclusión en 1949 de que Hermann Goedsche, el autor de Biarritz, uno de los dos libros en los que se "inspiró" el agente ruso que escribió en París los Protocolos, debía conocer la obra de Quevedo. "De ser cierta esta aseveración –y parece muy probable que así lo sea—, el más feroz panfleto antisemita de la historia vendría a tener fuentes hispánicas; el esbozo habría nacido en la España del siglo XVII, en el ambiente suscitado por el extraordinario auge de las redes tejidas por los sefardíes expulsados en 1492", afirma Joseph Pérez.
Álvarez Chillida también cree probable la hipótesis de Van Praag, ya que Goedsche "era un hombre interesado por los temas hispanos, como lo demostró en dos de sus novelas, tituladas Villafranca y Puebla. En todo caso, la obsesión de Quevedo, y de muchos españoles de su época, sobre la existencia de un complot antiespañol por parte de protestantes, franceses, turcos, moriscos y también conversos... derivó en la idea de la existencia de un complot más vasto de los judíos contra el cristianismo. Idea que se apunta en la Carta de los judíos de Constantinopla de Guijarro, y que, en el terreno de la ficción, se convierte bajo la pluma quevediana en el prototipo de estructura narrativa que se desarrollará en los documentos sobre la conjura mundial de los siglos XIX y XX".